# Hexatoma (Eriocera) coheri
Hexatoma (Eriocera) coheri is een tweevleugelige uit de familie steltmuggen (Limoniidae). De soort komt voor in het Oriëntaals gebied.